# لودویگ هافمن
لودویگ هافمن (انگلیسی: Ludwig Hofmann؛ ۹ ژوئن ۱۹۰۰ – ۲ اکتبر ۱۹۳۵) بازیکن فوتبال اهل آلمان بود.
از باشگاه‌هایی که در آن بازی کرده‌است می‌توان به باشگاه فوتبال بایرن مونیخ اشاره کرد.
وی همچنین در تیم ملی فوتبال آلمان بازی کرده‌است.